# John Goss
John Goss, född 27 december 1800, död 10 maj 1880, var en brittisk kompositör.
John Goss, som var elev till Thomas Attwood, blev 1838 organist vid Sankt Paulskatedralen i London och anställdes 1856 som kompositör vid Royal Chapel. Han skrev andlig och profan körmusik, orkesterverk med mera samt utgav An introduction to harmony and thorough-bass (1838, utkom i sammanlagt 13 upplagor).